# هنر آذربایجانی

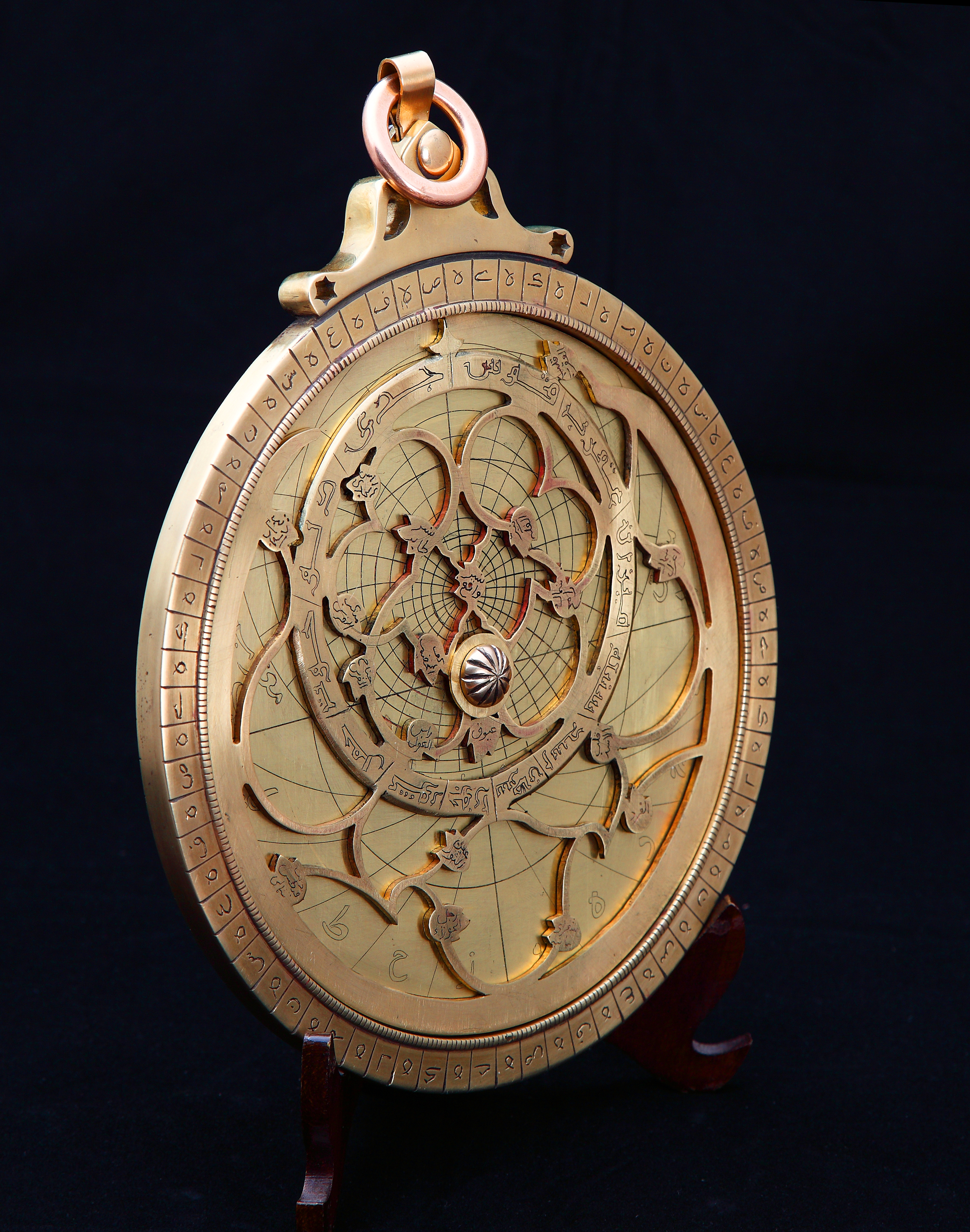
اسطرلاب مسطح جدید که در سال ۱۳۹۲ در تبریز ساخته‌شد.

هنر آذربایجانی جزء غنی‌ترین هنرهای ایرانی که در میان مردم ترک زبان رایج می‌باشد، گفته می‌شود. هنر آذربایجانی در طول تاریخ ایران توسعه یافته‌است. آذربایجانی‌ها، دارای فرهنگ غنی و متمایز، که یک بخش عمده‌ای از هنر تزئینی و کاربردی را ایجاد کرده‌است. این شکل از هنر ریشه در دوران باستان دارد که طیف گسترده‌ای از صنایع دستی، مانند طلا و جواهر، حکاکی فلز، قالی‌بافی، قلاب‌دوزی، خوشنویسی و نگارگری نشان داده شده‌است. هنر آذربایجانی توسط بازرگانان‌های متعدد، مسافران و دیپلمات که در این مکان در زمان‌های مختلف سفر کرده بوداند، گزارش شده‌است.

## نگارگری

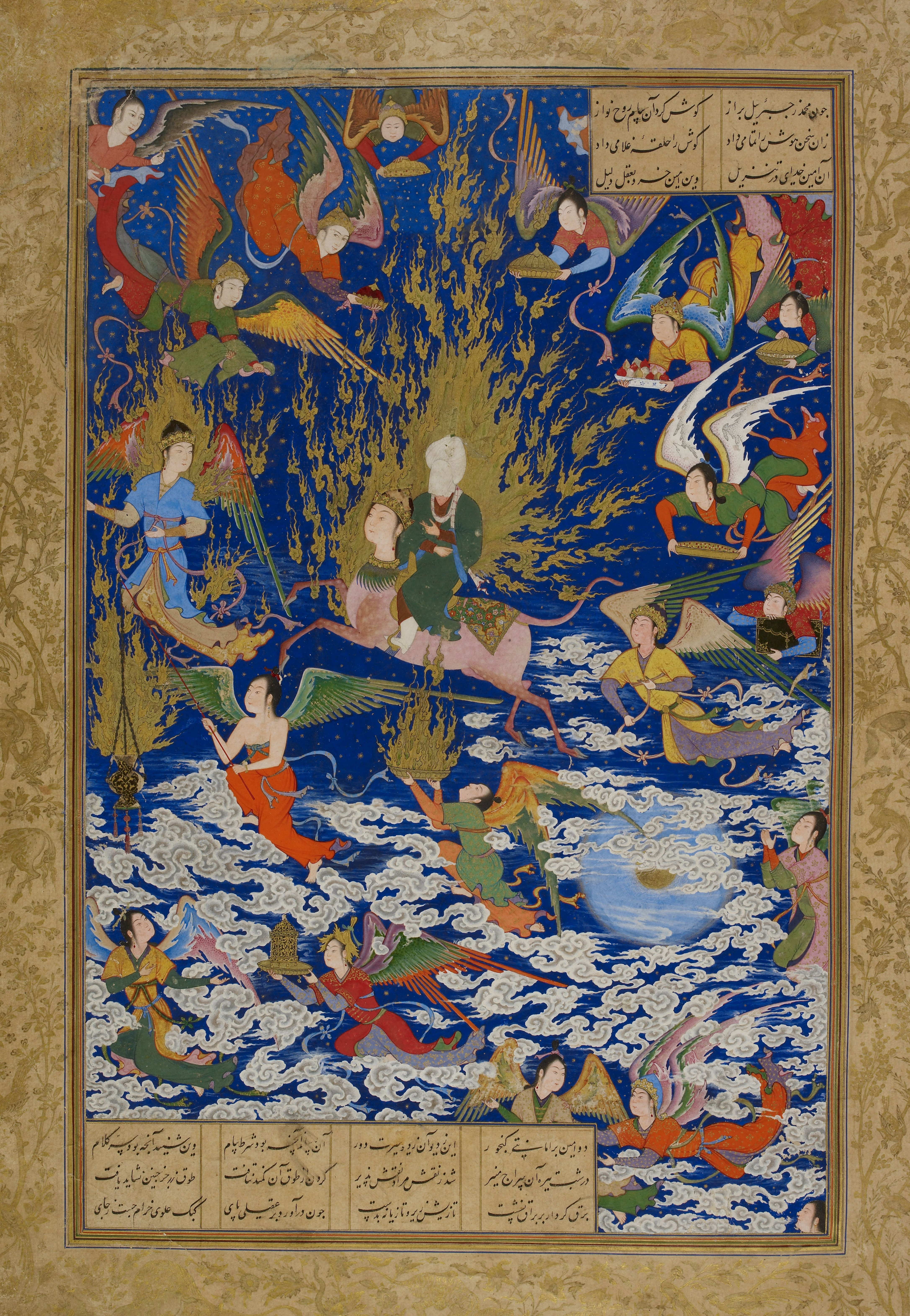

نخستین مکتب نگارگری ایرانی، مکتب تبریز اول که در قرن ۷ و ۸ در تبریز پایه‌گذاری شده‌است، این مکتب مصادف با حکومت ایلخانان مغول در ایران است که مرکز خود را تبریز قرار دادند. در ادامه مکتب دوم تبریز با پایه‌گذاری صفویان در ایران و انتخاب تبریز به عنوان پایتخت، گسترش یافت.

## خوشنویسی
هنر آذربایجانی از لحاظ پرورش خطاط نیز در طول تاریخ هنر خوشنویسی ایران کوشا بوده‌است، به گونه‌ای که بیش از ۲۰ نفر از خوشنویسان اهل تبریز در زمینه صاحب اثر بوده‌اند.
خوشنویسان نامی
- ابراهیم بخت‌شکوهی
- احمد بن شمس‌الدین محمد تبریزی
- اسماعیل امیرخیزی
- باقر تبریزی
- باقی تبریزی
- بدیع‌الزمان تبریزی
- بنددوز تبریزی
- اظهر تبریزی
- جعفر تبریزی
- طاهر تبریزی
- علاءالدین تبریزی
- محمدحسین تبریزی
- میرعلی تبریزی
- حسن هریسی
- سید علی‌خان تبریزی
- شمس‌الدین قطابی
- عبدالباقی تبریزی
- عبدالغفار تبریزی
- عبدالله صیرفی
- علیرضا عباسی
- قاسم‌آقای تبریزی
- محمدشفیع تبریزی
- محمدعلی ارتقایی
- معین‌الدین تبریزی
- علاءالدین ملماسی
- صفی‌الدین ارموی
- محمدرحیم اردبیلی
- نظام‌الدین اردبیلی
- فایض اردبیلی

## قالی
قالی تبریز یکی از انواع قالی‌های ایرانی است. این قالی در شهر تبریز بافته می‌شود. این شهر یکی از مهم‌ترین مراکز بافت قالی در ایران است و قالی‌های بافت آن از تنوع و گوناگونی بسیاری برخوردارند.
هم‌اکنون ۴۰ درصد صادرات قالی ایرانی از طریق استان آذربایجان شرقی صورت می‌گیرد.اوج هنر قالی تبریز مربوط به سده‌های دوزادهم تا شانزدهم میلادی بوده‌است. شکل‌گیری ۲۰۰ شاهکار هنری قالی تبریز با ادغام هماهنگ هنرهای بافندگی و نگارگری ایرانی در طی ۱۴ سده، سطح بالای هنر بافندگان قالی را در این شهر به عرصهٔ نمایش گذاشته و مکتب کلاسیک تبریز بنیان نهاده شد. این مکتب به ۲ زیرشاخهٔ اصلی تبریز و اردبیل تقسیم می‌شود. قالی اردبیل نیز یکی از فاخرترین نمونه‌های هنر آذربایجانی از هنرهای تاریخی قالی ایرانی می‌باشد. این قالی از نظر طرح و بافت یکی از نفیس‌ترین و مشهورترین قالی‌های جهان است و هسته مرکزی گروه قالی‌های ترنجدان است. این فرش زیبای بافته‌شده در اردبیل در فهرست ۵۰ شاهکار هنری برگزیده جهان، در مکان بیست‌ونهم است. قالی اردبیل در حال حاضر در موزهٔ ویکتوریا و آلبرت بریتانیا نگهداری می‌شود. گلیم نیز در بین عشایر شاهسون در استان اردبیل رایج است. از جمله سایر قالی‌ها و فرش‌های معروف منسوب به ترک زبانان آذربایجان  می‌توان از نمونه‌های زیر نام برد:
- قالی زنجان
- قالی افشار
- قالی اهر
- قالی سراب
- قالی هریس
- قالی مشگین‌شهر
- قالی ماکو
- قالی مرند
- قالی شاه‌سون
- قالی قره داغ

قالی‌های مشهور جمهوری آذربایجان
- قالی آذربایجانی
- قالی قره باغ
- قالی گنجه
- قالی باکو
- قالی شیروان
- قالی قازاخ

## دانشگاه

### جمهوری آذربایجان
دانشگاه دولتی فرهنگ و هنر آذربایجان از دانشگاه‌های قدیمی، دولتی و طراز اول رشته‌های هنر در جمهوری آذربایجان می‌باشد، که در سال ۱۹۲۳ در باکو بنیان گذاری شده‌است.. دانشگاه دولتی فرهنگ و هنر آذربایجان پس از تأسیس در سال ۱۹۲۳ میلادی تحت عنوان موسسه تئاتر اداره می‌شد. نخستین دانشجویان پذیرفته شده این دانشگاه در زمینه اجرای تئاتر، بازیگری و فیلم سازی آموزش دیده‌بودند در سال ۱۹۵۴ میلادی موسسه تئاتر پس از مرگ میرزاآقا علی‌یف بازیگر معروف آذربایجان به نام وی نامگذاری شد. از سال ۱۹۵۹ میلادی دانشکده تخصصی در زمینه آموزش و پرورش فرهنگی آغاز به کار کرد. به دنبال آن و پس از طی ۴ سال، از سال ۱۹۶۳ میلادی هنرهای تزئینی به رشته‌های دانشگاه افزوده شد.
در سال ۱۹۶۸ میلادی موسسه تئاتر میرزاآقا علی‌یف به دانشگاه دولتی فرهنگ و هنر آذربایجان تغییر نام داد. در طول ۱۹۸۱-۱۹۹۱، تعدادی از رشته‌های جدید در برنامه درسی این دانشگاه از جمله نقاشی، مجسمه سازی، تخصص‌های هنری، تئاتر، سینما و صنعت هنر معرفی گردید.

### ایران
دانشگاه هنر تبریز به همراه دانشگاه هنر تهران و دانشگاه هنر اصفهان جزء برترین دانشگاه‌های هنر ایران می‌باشد، که در مهرماه سال  ۱۳۷۸ خورشیدی با پذیرش ۲۴۱ نفر دانشجو در رشته‌های تحصیلی طراحی صنعتی و فرش و معماری تأسیس شده و شروع به فعالیت نمود. مجموعهٔ مقصودیه، ساختمان قدکی، ساختمان گنجه‌ای‌زاده و ساختمان بهنام از ساختمان‌های تاریخی دانشگاه هنر اسلامی تبریز است امروزه این دانشگاه در تمامی رشته‌های زیرشاخه هنر در مقاطع مختلف دانشجو می‌پذیرد.

## نگارخانه

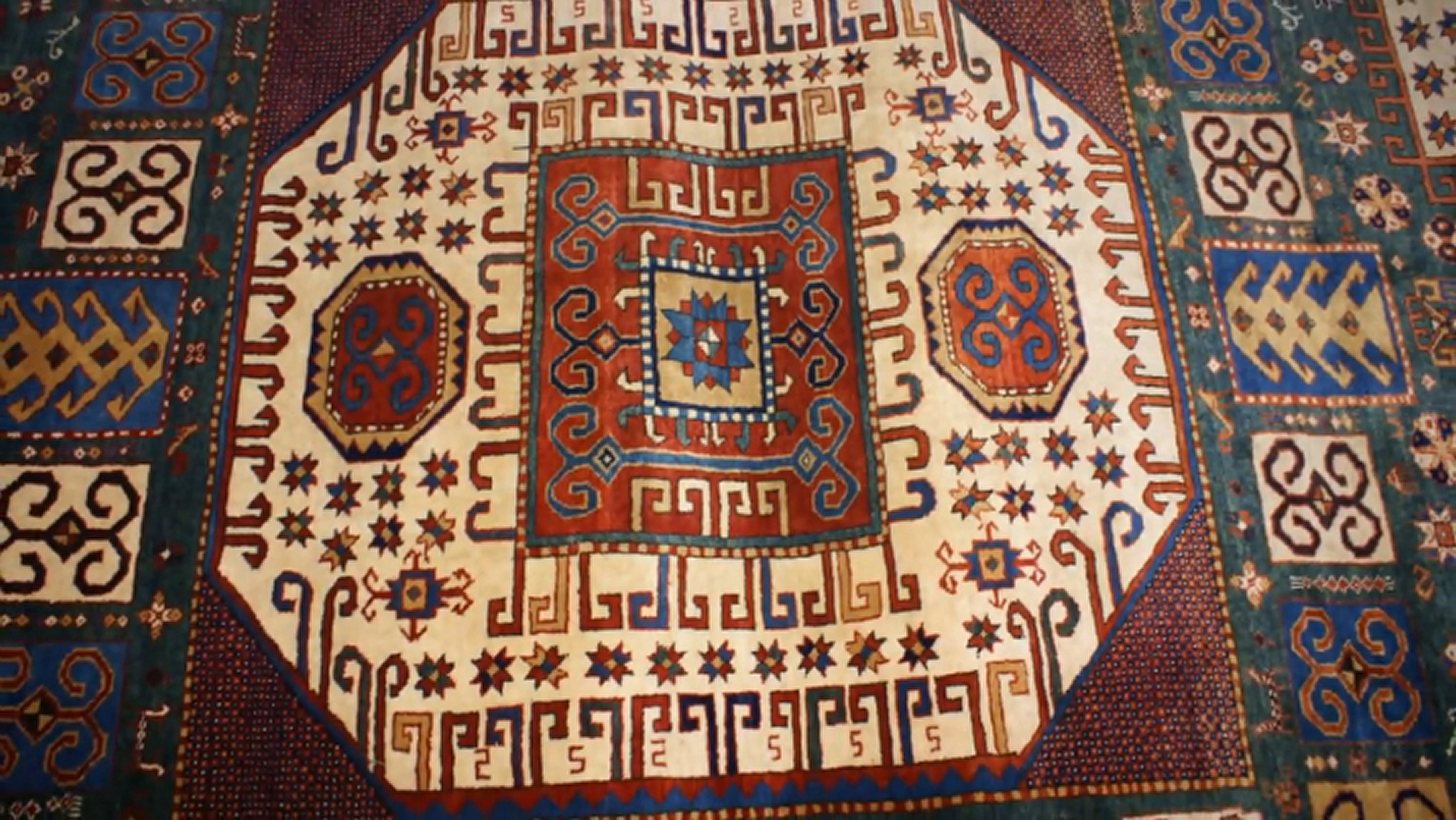
قالی آذربایجانی
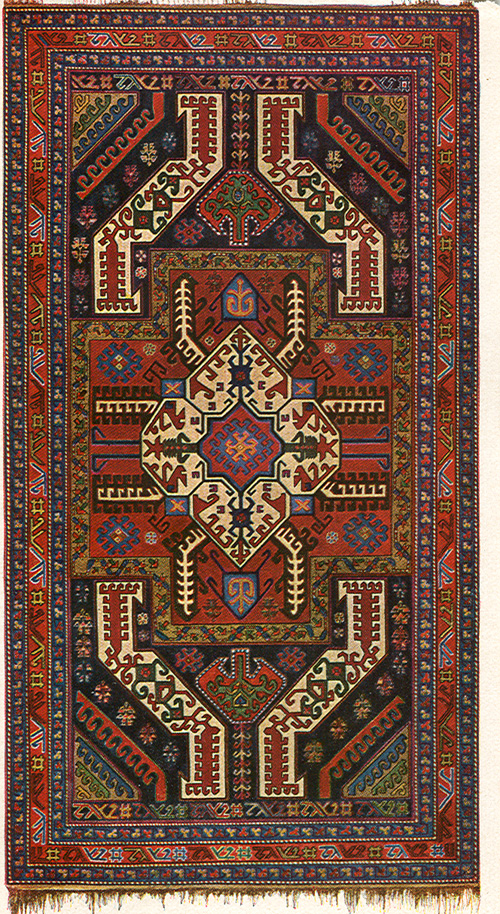
قالی قره باغ
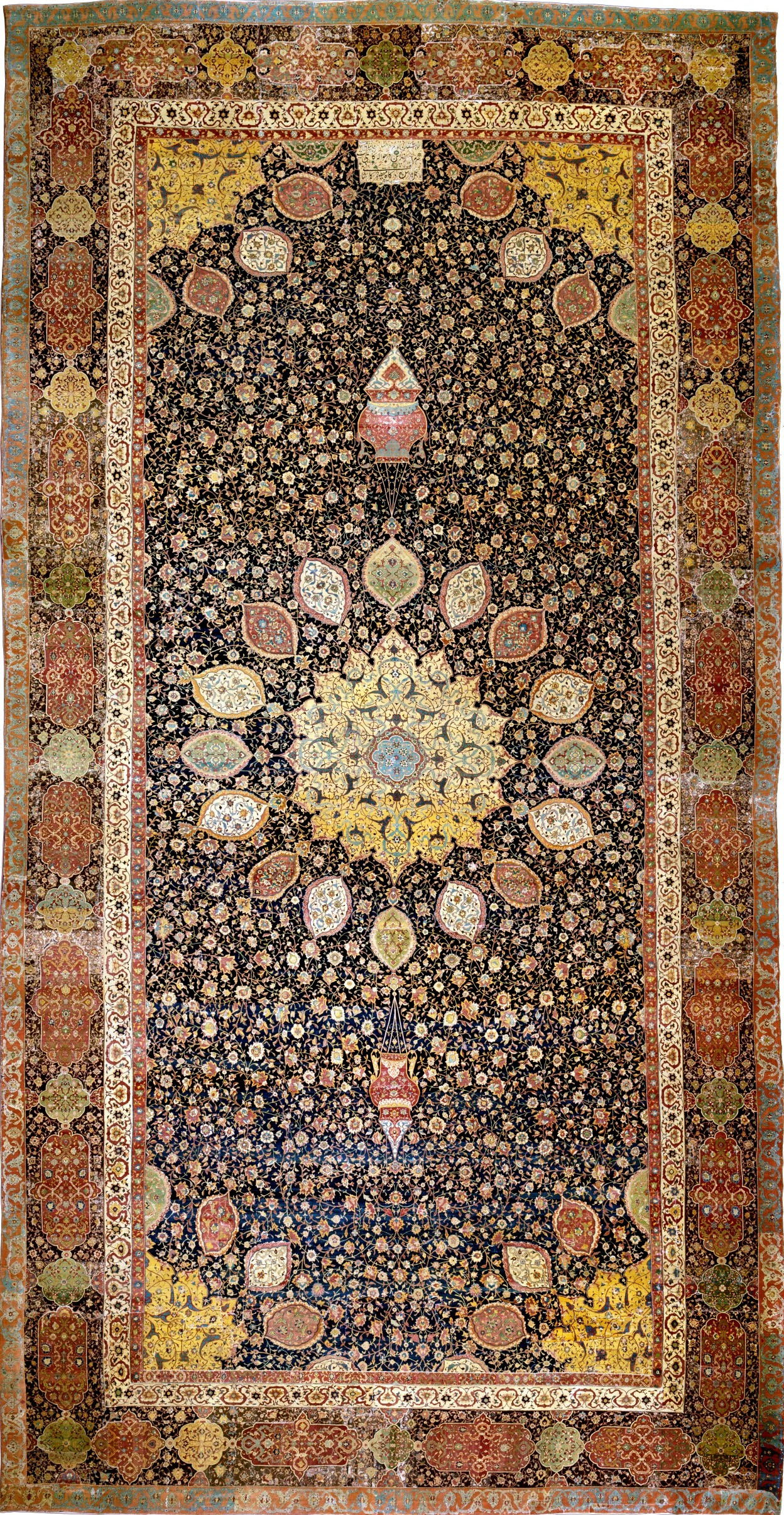
قالی اردبیل
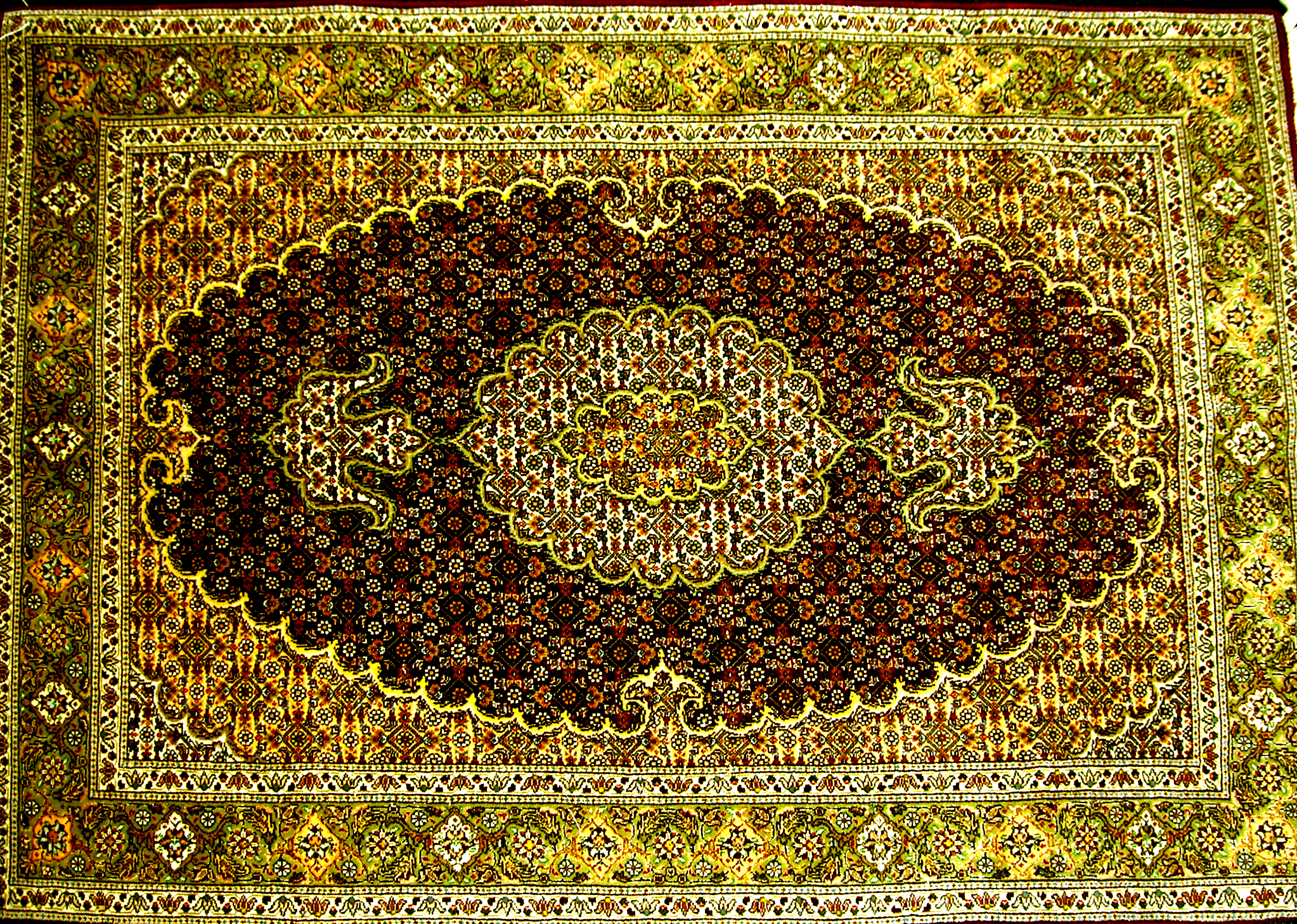
قالی تبریز
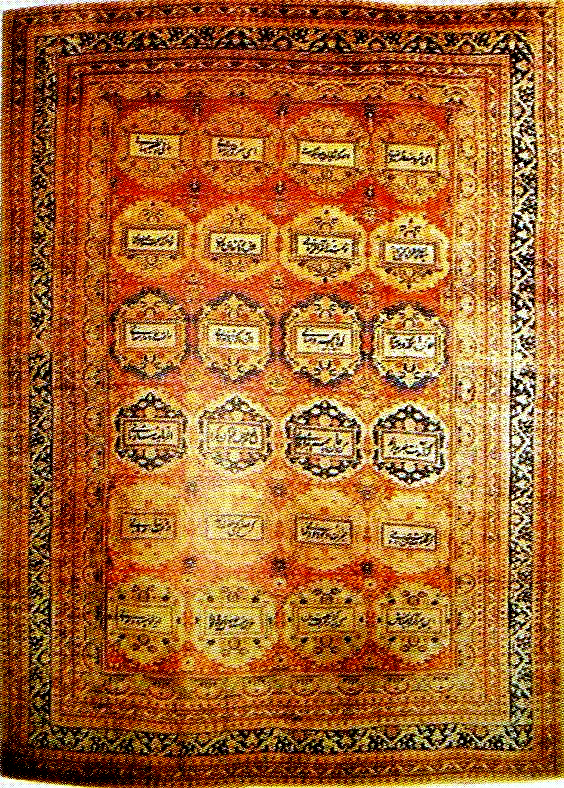
قالی هریس
گلیم شاهسون
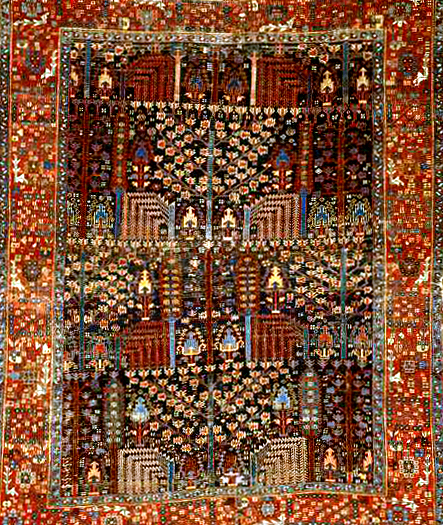
قالی قره داغ
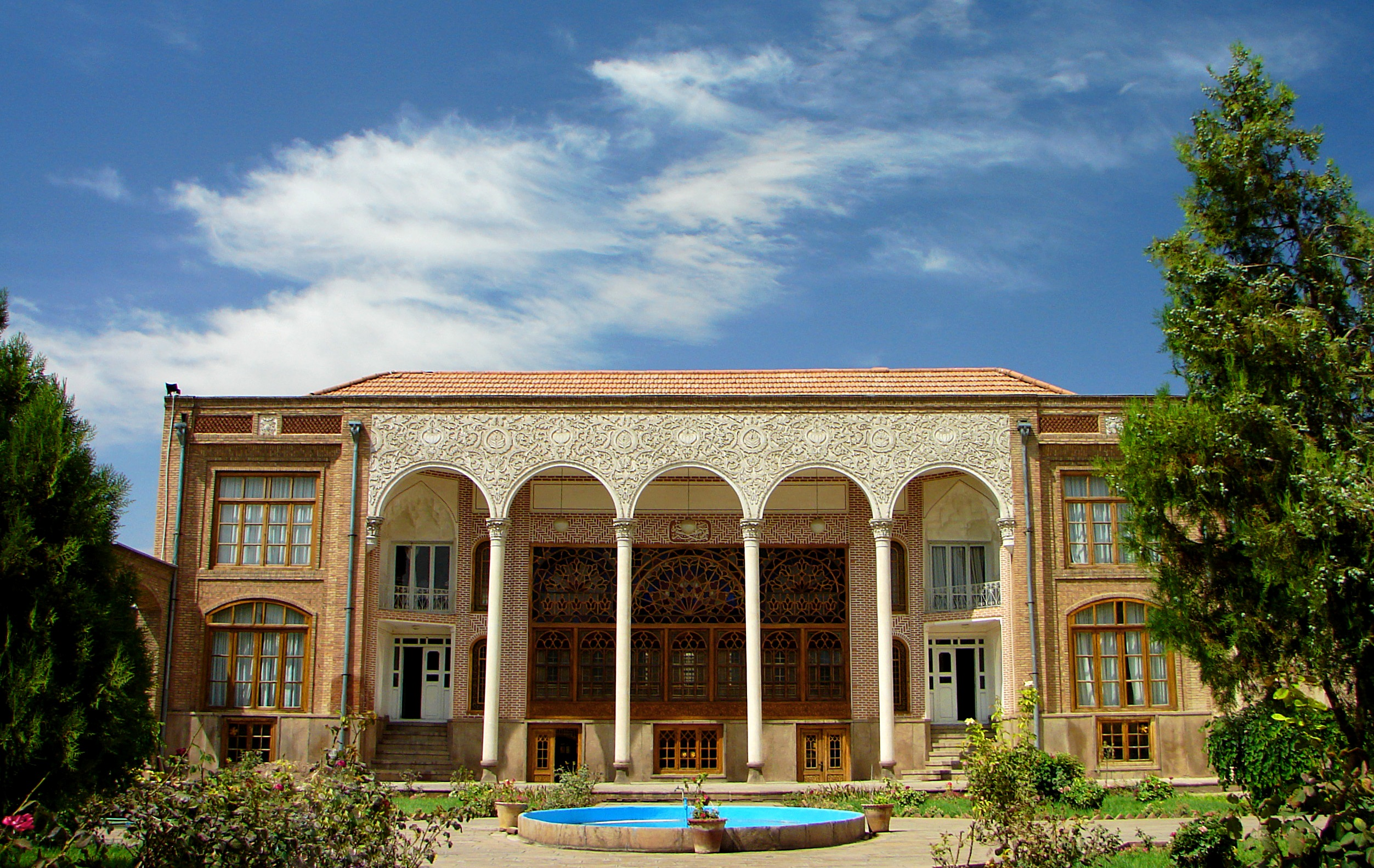
خانه بهنام از ساختمان‌های دانشگاه هنر تبریز
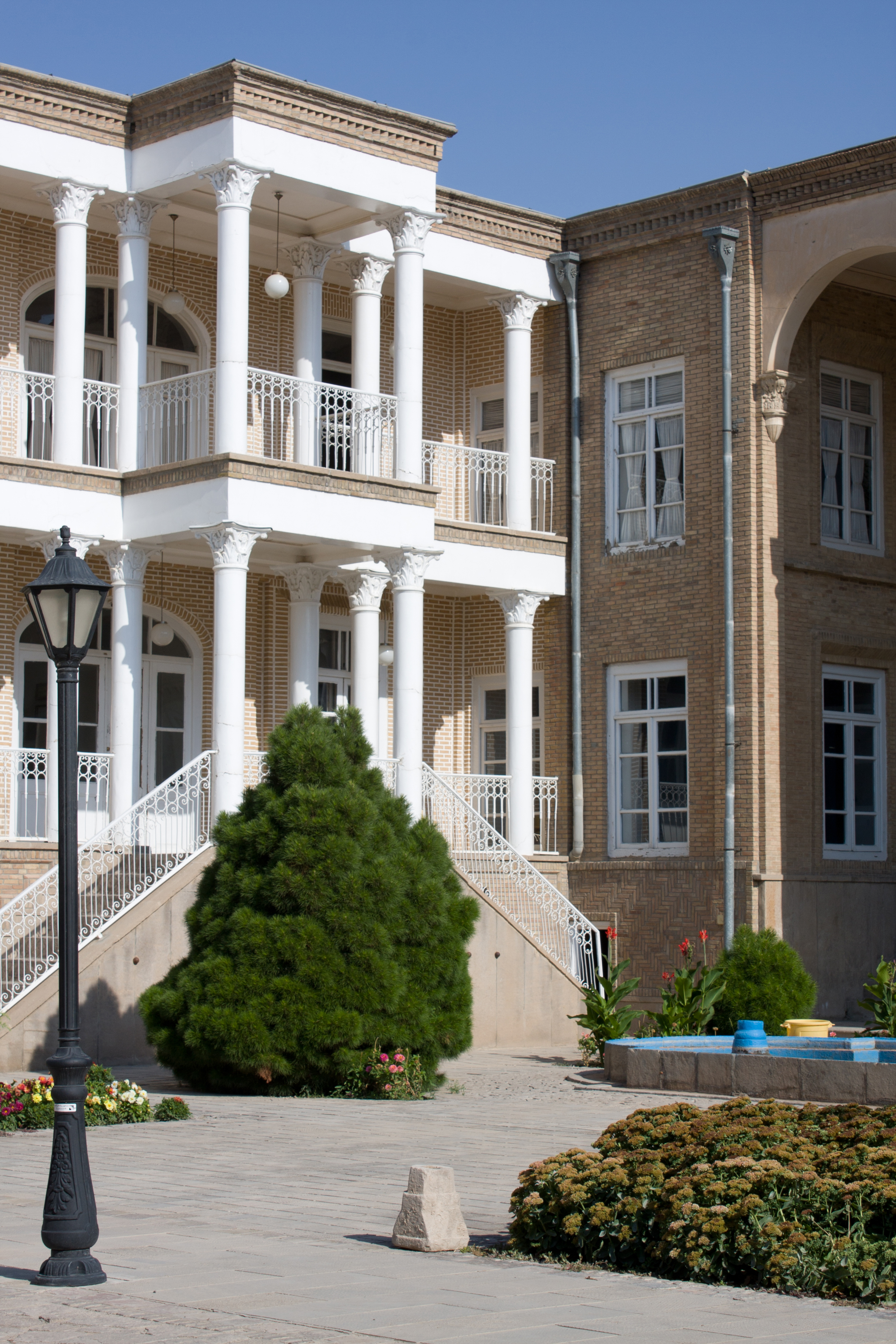
خانه گنجه‌ای زاده  از ساختمان‌های دانشگاه هنر تبریز
دانشگاه دولتی فرهنگ و هنر آذربایجان